# Вторая гражданская война в США
Вторая гражданская война в США (англ. Second American Civil War) — гипотетический конфликт, который может произойти в Соединённых Штатах Америки.
Со времён гражданской войны в США появляются риторические или гиперболические ссылки и теории на потенциальную вторую американскую гражданскую войну, они неоднократно делались на протяжении всей истории Соединённых Штатов.

## Интерпретации

### Война 1861—1865 гг. как вторая американская гражданская война
Некоторые историки называют войну 1861—1865 годов второй гражданской войной в Америке, поскольку американская война за независимость может считаться первой гражданской войной, т.к. термин "гражданская война" может относиться к любой войне за отделение одного политического субъекта от другого. В этом контексте Война за независимость, которая привела к отделению Тринадцати Колоний от Британской империи, понимается как Первая американская гражданская война.Часть американских колонистов оставались верными Британской короне, и поэтому лоялисты сражались на стороне британцев, в то время как значительное количество колонистов, называвшихся патриотами, сражались против британцев. В некоторых населённых пунктах происходили ожесточённые бои между американцами, включая ужасные случаи повешения, потрошения и четвертования с обеих сторон. Как отметил канадский историк Уильям Стюарт Уоллес:
Надо признать, что лоялисты были повинны во время войны в некоторых неприятных злодеяниях. Впрочем, как и некоторые революционеры. Никто не может гордиться тем, что ведёт своё происхождение от худших из парней зелёной горы, так же как и от Кровавого Билла Каннингема и его банды или от налётчиков из вишнёвой долины. И будет справедливо вспомнить, что лоялисты были изгнаны из своих домов, что их имущество было конфисковано и что они и их семьи подвергались преследованиям. Вряд ли они были бы людьми, если бы не вели войну. В то же время нет ничего удивительного в том, что после войны победоносные революционеры относились к лоялистам с редкой щедростью. Они тоже вряд ли были бы людьми, если бы поступили иначе.
Ещё в 1789 году американский историк-патриот Дэвид Рамсей писал в своей Истории американской революции: «Многие обстоятельства сошлись во мнении, что американская война стала особенно бедственной. Первоначально это была гражданская война по оценке обеих сторон…». Оформление американской войны за независимость как гражданской войны пробивает себе дорогу в науку по обе стороны Атлантики.

### Реконструкция как вторая американская гражданская война
После Гражданской войны в США федеральное правительство начало в 1865—1877 годах процесс под названием «реконструкция», целью которого было возвращение юга в состав Союза и обновление федерального управления и управления штатами в соответствии с тринадцатой, четырнадцатой и пятнадцатой поправками к Конституции США. Из-за серьёзности социальных, политических и конституционных проблем и конфликтов, реконструкцию иногда называют Второй гражданской войной. Этот термин был закреплён американским опытом эпизода «Реконструкция: Вторая гражданская война» и вошёл в школьную программу.

### Культурная война как вторая американская гражданская война
В XXI веке, во время продолжающейся культурной войны между американскими консерваторами и либералами из-за противостояния культурным, моральным и религиозным идеалам, некоторые политические комментаторы охарактеризовали поляризованный политический дискурс как фактическую вторую гражданскую войну или потенциальную прелюдию для неё. По данным одного из опросов Расмуссена, проведенного в 2018 году, 31 % американских избирателей опасались, что интенсивное участие в выборах после президентских выборов 2016 года и победы Дональда Трампа приведёт к второй гражданской войне в течение пяти лет. В 2019 году в ходе национального двухпартийного опроса гражданского общества, проведённого Институтом политики и государственной службы Джорджтауна, выяснилось, что «среднестатистический избиратель считает, что США находятся на двух третях пути к краю гражданской войны».
- В 2017 году консерватор Деннис Прагер заявил, что американцы в самом разгаре Второй Гражданской войны, хотя и не обязательно насильственной. Два года спустя консервативный ведущий радиопередачи Раш Лимбо заявил, что Соединённые Штаты вступили в «холодную гражданскую войну» после начала официального расследования импичмента против президента Трампа во время скандала вокруг разговора Трампа и Зеленского в 2019 году[17]. Американский правый сторонник теории заговора Алекс Джонс и его веб-сайт InfoWars неоднократно заявляли, что Демократическая партия планирует начать гражданскую войну, особенно в 2018 году, когда он заявил, что демократы попытаются осуществить государственный переворот против президента Трампа в День независимости[18]. В ходе расследования, проведённого спецпрокурором Робертом Мюллером, Шон Хэннити заявил в своей радиопередаче, что попытка отстранить президента Трампа от должности приведёт к гражданской войне, «сражающейся и разделяющей эту страну на уровне, который мы никогда не видели» между «теми, кто стоит за правду и тех, кто буквально спонсирует коррумпированные глубинные государственные атаки на демократически избранного президента»[19].
- Бывший министр труда Роберт Райх также утверждал, что глубинные теории могут служить идеологическим оправданием мятежа, поддерживаемого вооружёнными силами США[20]. После теракта в Питсбурге в 2018 году американский политолог и специалист по гражданским войнам Барбара Ф. Уолтер утверждал, что недавний рост внутреннего терроризма и высокий уровень насилия с применением оружия в Соединённых Штатах могут быть индикаторами надвигающейся второй гражданской войны[21]. В январе 2019 года Дмитрий Рогозин, руководитель Роскосмоса, отменил визит в США из-за последствий приостановки работы федерального правительства, что парализовало работу НАСА, также Рогозин утверждал ТАСС, что «Я думаю, что Америка сейчас на самом деле охвачена своей второй гражданской войной»[22].
- 19 марта 2019 года Стив Кинг опубликовал в интернете-мем следующего содержания: «Люди продолжают говорить о новой гражданской войне. Одна сторона имеет около 8 триллионов пуль, в то время как другая не знает, какую ванную использовать», и была встречена с резкой критикой[23].
- В ответ на серию комментариев президента Трампа, воспринятых критиками как расистские, в отношении цветной группы женщин-демократов, (Александрия Окасио-Кортез, Ильхан Омар, Аянна Прессли и Рашида Тлейб), известных как «Отряд», Сьюзан Б. Глэйзер описала политическую атмосферу Соединённых Штатов как «политическую гражданскую войну» в статье для газеты The New Yorker[24][25].
- В своей статье для журнала «Национальное обозрение» Виктор Дэвис Хэнсон обвинил политику президента Барака Обамы, цифровую революцию, «радикализм в кампусе» и глобализацию в том, что они поставили Соединённые Штаты «на грань настоящей гражданской войны»[26].
- Томас Э. Рикс в статье для Foreign Policy утверждал, что текущая политическая напряжённость в Соединённых Штатах может перерасти в асимметричную или нерегулярную войну с помощью усиления радикализации и информационной пропаганды, и предположил, что «вероятность второй гражданской войны в США в следующие пять лет составляют от 20 до 40 %, и имеет тенденцию к росту»[27].
- После начала процедуры импичмента, президент Трамп сделал пост в Твиттере, перефразируя евангелистского христианского пастора и участника Fox News Роберта Джеффресса: «Если демократам удастся отстранить президента от должности (что им никогда не удастся), это вызовет гражданскую войну, подобную перелому нации, от которого наша страна никогда не исцелится». Заявление Трампа было подвергнуто критике как подстрекательство к насилию со стороны политических лидеров по обе стороны. Конгрессмен республиканец Адам Кинзингер написал в ответ «Я посетил страны, разорённые гражданской войной. @RealDonaldTrump я никогда не думал, что такую цитату может повторить президент. Это просто отвратительно»[28]. Конгрессмен демократ Тед Лиу поддержал позицию Кинзингера, написав: «Я согласен с республиканцем Адамом Кинзингером, что твит @realDonaldTrump о гражданской войне из-за импичмента вызывает отвращение»[29]. Меган Маккейн, дочь покойного сенатора Джона Маккейна, раскритиковала комментарии Трампа по поводу The View[30]. # CivilWar2 и #CivilWarSignup вскоре появились в Твиттере после твитов Трампа[31].
- В серии подкастов Это может произойти журналист Роберт Эванс обсуждал причины потенциального конфликта, как он может вспыхнуть, потенциальную реакцию правительства и возможные последствия Гражданской войны. Он опирается на свой опыт в разрушительных войн, таких как в Украине и Сирии, сделав это, чтобы провести сравнение с современным американским обществом и дискурсом в нём[32].

Другие политические и социальные комментаторы признают, что крайняя партизанская политика на Капитолийском холме, сопровождаемая связанными с этим обычными словесными и случайными физическими актами агрессии на улицах, разрывает ткань американского общества, но указывают на тот факт, что циклы культурных войн неизбежны для процесса пополнения американских ценностей, и первый такой цикл начался после отставки Джорджа Вашингтона и что американцы должны снова найти «середину Америки и вернуться к цивилизованности».

## Политический кризис в США
Во время пандемии Covid-19 Соединённые Штаты столкнулись с тысячами смертей, протестами и беспорядками, а также президентскими выборами. Некоторые аналитики говорят, что разворачивающиеся события могут привести к настоящей гражданской войне в будущем и сильно напоминают страны, пережившие гражданские войны в прошлом.
- В мае 2020 года журналист из The Independent заявил, что вторая гражданская война уже происходит и будет обостряться из-за пандемии Covid-19 и разрыва между сельскими и городскими районами в США[41].
- Во время протестов и массовых беспорядков в США в 2020 году некоторые бывшие аналитики ЦРУ выражали опасения, что если президент Дональд Трамп применит суровые меры против участников данных протестов, то возможно, рискует вызвать насильственный национальный коллапс[42]. Марк Полимеропулос, бывший сотрудник ЦРУ прославившийся разного рода скандалами связанной с разными теориями заговоров[43][44][45], сравнил президента Дональда Трампа с Башаром Асадом, Саддамом Хуссейном и Муаммаром Каддафи. Некоторые официальные американские медиа поддерживающие демократическую партию обвинили администрацию Трампа в том, что она называет американские городские центры зонами иностранной войны и подвергли критике его намерение объявить движение Антифа террористической организацией в качестве предлога для разгона[46][47]. При этом, все критики Дональда Трампа так и республиканцев в целом не обращают никакого внимания на то, что в большей степени именно движение Антифа, как и другие крайне левые движения, активно участвует и подстрекает к беспорядкам, погромам, нападениям, насилию и убийствам, и делает это в большем количестве и чаще чем различные крайне правые группировки, при этом члены Антифы ведут себя крайне агрессивно по отношению к любому кто не разделяет их идеи[48][49][50][51][52]. Эти протесты и беспорядки включали в себя как радикальных антиправительственных активистов, так и сторонников превосходства белых над чёрными или наоборот чёрных над белыми, движения, которые стремятся вызвать вторую гражданскую войну, подрывая расовые отношения обвиняя в этом своих оппонентов[53][54][55].
- В ноябре 2020 года Sky News сообщила, что многие американцы с обеих сторон политического спектра скупают оружие, готовясь к беспорядкам или гражданской войне. «Они со всех политических сторон. И все движимы страхом», заключил репортёр[56].
- В декабре 2020 года, после того как Верховный суд США отказался рассматривать иск «Техас против Пенсильвании», поддержанный 18-ю штатами, о возможном мошенничестве на скандальных президентских выборах 2020 года, суд также отказался дать чёткую причину отказа. Это вызвало сильнейшую критику в его сторону. Демократы и некоторые отдельные республиканцы категорически отвергают все обвинения и в свою очередь обвиняют своих противников чуть ли не в подрыве американской демократии[57][58][59][60][61].
- 8 декабря 2020 года республиканцы в комитете обеих палат Конгресса США по инаугурации президента проголосовали против резолюции, подтверждающей подготовку комитета к передаче президентских полномочий Джо Байдену. Ранее было известно, что лишь 27 из 249 республиканцев-конгрессменов признают Байдена победителем на президентских выборах США 2020 года[62][63].
- В январе 2021 года, после массовой акции протеста противников Джозефа Байдена в Вашингтоне произошёл погром в Капитолии США, Барбара Ф. Уолтер, профессор политологии Калифорнийского университета в Сан-Диего, бьёт тревогу по поводу роста политического насилия. Она пишет книгу, которая, как ожидается, будет опубликована в 2021 году, о том, как США движутся ко второй гражданской войне[64].
- После инцидента с Капитолием, Дональда Трампа и его сторонников начали массово блокировать социальные сети. Что вызвало огромную критику как в США так и в мире. Противники данного решения считают, что поведение социальных сетей притесняет свободу слова и вводит цензуру. В то время как сторонники этого решения заявляют, что это частные компании, которые имеют свои правила и в случае нарушения этих правил могут принимать репрессии против любых нарушителей. По мнению директора Центра комплексных европейских и международных исследований НИУ ВШЭ Тимофея Бордачева, то, как поступили собственники Facebook и Google по отношению к Трампу, отражает их личные политические взгляды, которые они как любые граждане имеют право выражать. Эксперт также подчеркнул, что это создаёт опасный прецедент при, котором социальные сети, имеющее огромное влияние на людей, могут цензурировать несогласных с их политикой вплоть до полной блокировки. Многие обвинили соцсети в однобокости подхода, так был приведён пример с иранским лидером аятоллой Али Хаменеи периодически пишущего в социальных сетях с антиамериканской и антиизраильской риторикой, но его никогда не блокируют. Говорится, что данные действия приводят к ещё более, и без того острому, накалу страстей в американском обществе[65][66][67].
- 11 января в СМИ появилась информация, ссылающаяся на ФБР, что в 50 штатах планируются массовые акции протеста в связи инаугурацией Джозефа Байдена, а также с инициированной Палатой представителей процедурой импичмента президента Дональда Трампа. Указывается, что в случае, если Конгресс объявит импичмент Дональду Трампу, то это вызовет вооружённое восстание в 50 штатах, где мятежники начнут захватывать административные здания[68][69].
- 12 января 2021 года появилась информация, что Камала Харрис, новый вице-президент, в резких тонах пообещала отобрать огнестрельное оружие у всех белых американцев, правых и консервативных взглядов. Заявление прозвучало на фоне всеобщего недовольства внутренней обстановкой части населения в США[70].
- 13 января 2021 года, Хилари Клинтон призвала начать тотальную войну в отношении всех сторонников Дональда Трампа. Она заявила, что он был сторонником превосходства белой расы, членом крайне правых организаций и придерживается разных теорий заговора на своих самых мощных платформах. Она призвала начать выслеживать всех кто выступает против Джозефа Байдена и принимать против них суровые меры[71][72].
- 16 января 2021 года стало известно, что в Вашингтоне войска Национальной гвардии увеличены с 15 тысяч до 25 тысяч. Бойцы Национальной гвардии в округе Колумбия представляют более 30 штатов и де-факто находятся под контролем спикера Палаты представителей Ненси Пелоси в консультации с переходной командой Джозефа Байдена. Формально они находятся под командованием Капитолийской полиции США. Пресс-служба американского ведомства сообщает, что военнослужащие из всех 50 штатов будут размещены вокруг Вашингтона для защиты столицы от неприятеля[73][74]. Бойцы национальной гвардии были размещены в Вашингтоне, чтобы охранять инаугурацию Джозефа Байдена, которая должна была пройти в Вашингтоне.
- 18 января 2021 года, представители Минобороны США заявили об обеспокоенности разного рода угрозами, которые представляют военнослужащие Национальной гвардии, участвующие в обеспечении безопасности во время инаугурации Джозефа Байдена. Министр сухопутных войск США Райан Маккарти заявил агентству, что официальные лица осознают потенциальные угрозы. Эти опасения побудили ФБР начать проверку всех 25 тысяч военнослужащих Национальной гвардии, прибывающих в Вашингтон для участия в этом мероприятии[75][76][77][78].
- 19 января 2021 года, как сообщает Евроньюс, Вашингтон превращён в крепость, центр города закрыт, движение общественного транспорта ограничено, мэр округа Колумбия призвала жителей не выходить из дома ради своей безопасности. Во это же городах начинают собираться стихийные митинги как противников, так и сторонников Джозефа Байдена, все хорошо вооружённые и экипированные. На улицах замечены представители движения Чёрные пантеры, организации чёрных расистов, тоже вооружённых. Представители спецслужб США заявляют, что они тщательно отслеживают все сообщения о вооружённых манифестациях их готовность к отражению «внутреннего врага» — высокая[79].
- 4 марта 2021 года, стало известно, что в Вашингтоне усиливают меры безопасности, опасаясь нового штурма Капитолия, ссылаясь на то, что «некая неустановленная экстремистская группа обсуждала план захватить Капитолий 4 марта и разогнать законодателей-демократов». Американские власти заявляют, что те кто снова собираются штурмовать придерживаются различных теорий заговоров и хотят пошатнуть устои демократии. Но штурма так и не произошло, а с момента событий 6 января 2020 года Капитолий до сих пор находится под охраной солдат национальной гвардии, которые окружили Капитолий металлическим забором с колючей проволокой и бетонными заграждениями, на момент 5 марта укрепления и охрана не убраны, не смотря на то, что инаугурация Джо Байдена уже давно прошла[80].
- 12 марта 2021 года более 120 генералов и адмиралов в отставке обратились с открытым письмом к политическому классу США и администрации Джо Байдена. Они объявили о кризисе американской государственности, который угрожает самому существованию американской нации. Американские военные обвиняют Джо Байдена в диктаторских замашках и атаке на конституцию США. Указывается, что он пытается управлять страной в обход Конгресса, выпуская ворох указов. Они констатировали усиление государственного контроля в онлайн-сфере, закрытие школ и предприятий, а также цензуру письменного и устного выражения точек зрения. Нацгвардия используется для защиты Капитолия от «несуществующей угрозы» в Вашингтоне. Кроме того, утверждается, что идут попытки навязать всей Америке массовое «почтовое голосование»[81].

## В популярной культуре

### Фильмы
- Фильм 1996 года «Колючая проволока», основанный на одноимённом комиксе 1994 года, установлен в 2017 году во время «Второй американской гражданской войны». Титульная героиня Barb Wire (Памела Андерсон) владеет Hammerhead, ночным клубом в Steel Harbour — «последнем свободном городе» в Соединённых Штатах, опустошённом гражданской войной, — и она приносит дополнительные деньги, работая охотником за наемниками и охотником за головами.
- Вторая гражданская война: фильм 1997 года, созданный для телевидения, в котором конфликт разгорается из-за иммиграции, когда страна наводнена иммигрантами и беженцами, а президент пытается поселить больше беженцев в стойком Айдахо .
- В фильме 2024 года «Падение Империи» гражданская война разворачивается между силами переизбранного незаконным путём на третий срок президентом и силами «Западных штатов» в лице Техаса и Калифорнии.
- В экранизации 2005 года для V Vendetta упоминается продолжающаяся гражданская война в Соединённых Штатах. Тем не менее, отчёт поступил из пропагандистских источников фашистского режима в Соединенном Королевстве, оставляя вопрос о войне под вопросом.
- Фильм «Бушвик», снятый в 2017 году в одноимённом городке, посвящён загадочным захватчикам. Позже выяснилось, что захватчики — это наёмники, посланные коалицией из Техаса, состоящей из южных штатов.
- Во втором сезоне сериала 2006 года «Иерихон» начинается вторая американская гражданская война между США и сепаратистскими союзными государствами Америки[84]. Члены правительства США сговорились бомбить 23 американских города, чтобы убить президентов и других глав правительств. После отключения энергосистемы новые лидеры организуют и создают новое правительство под названием Союзные Штаты Америки, которое оккупирует всё к западу от реки Миссисипи, за исключением Техаса, который становится независимым. Весь восток принадлежит Соединённым Штатам. Война начинается, когда выясняется, что лидеры Союзных Штатов Америки были лидерами предыдущих атак на американские города.
- В эпизоде «Гриффины» «Назад к пилоту» Брайан возвращается в прошлое в 1999 году и говорит младшему себе предотвратить атаки 11 сентября. Тем самым Джордж Буш не может использовать страхи перед терроризмом и безопасно переизбраться. Проиграв выборы 2004 года, Буш реанимирует Конфедерацию и объявляет войну Соединённым Штатам, что приводит к постапокалиптическому будущему.
- Пилотный эпизод для предлагаемой телевизионной драмы, Гражданский, о спорных выборах, которые перерастают в гражданские беспорядки и в конечном итоге в войну, был выбран Turner Network Television в 2016 году[85]. Однако Turner Network Television решила не продолжать, так как считалось, что скоро должны были состояться президентские выборы 2016 года в США[86].

### Видеоигры
- В серии видеоигр Deus Ex, впервые выпущенной в 2000 году, изображены Соединённые Штаты, преобразованные в так называемую «Северо-западную войну», где несколько штатов выходят из союза из-за непопулярного закона о контроле над оружием и растущего несогласия с федеральным правительством. Основные антагонисты первого акта игры, Национальные силы раскола, происходят от Северо-западных Сил раскола, которые сражались с Соединёнными Штатами во время войны, хотя более новый NSF больше похож на левое популистское движение, и оригинал был больше похож на правую милицию.
- Разрушенный Союз, видеоигра 2005 года, изданная 2K Games, изображает гражданскую войну между шестью фракциями бывших Соединённых Штатов и Европейского Союза после разрушения Вашингтона, округ Колумбия, в результате ядерной атаки .
- Научно-фантастический, экшн-ролевой шутер от третьего лица «Mass Effect», впервые выпущенный в 2007 году, имеет эту историю в своей предыстории, порождённой созданием Соединённых Штатов Северной Америки.
- В модификации Kaiserreich: Legacy of the Weltkrieg к глобальной стратегии Hearts of Iron IV описывается гражданская война в США в 1937 году. Всего в гражданской войне представлено 5 сторон: федеральное правительство, лонгисты, синдикалисты, тихоокеанские демократы, сторонники британцев из Новой Англии.
- В ещё одной модификации The Fire Rises к стратегии Hearts of Iron IV имеется событие второй битвы за Америку после выборов 46-го президента США. Основными фракциями в гражданской войне выступают:  Американское Конституционное Правительство Трампа, Союз Америки Байдена, Американская Народно-Освободительная Армия, Патриотический Фронт, Национал-Социалистическое Движение, Дивизия «Атомваффен» и другие мелкие организации[87].